# Chiesa di San Giacomo della Cerreta
La chiesa di San Giacomo delle Cerreta, posta lungo la via Francigena, si trova nell'omonima frazione del comune di Belgioioso, in Lombardia.

## Storia
La chiesa sorse presso l’ospedale della Cerreta (dipendente dai canonici di Santa Maria Gualtieri) posto lungo la via Francigena e documentato almeno dal 1251. L’area in cui si trovava la chiesa era definita, almeno dal XII secolo, Porcaria, dato che lungo il Po si estendevano fitti boschi di farnie, nei quali erano allevati allo stato brado molti maiali. A provare l’importanza dell’ospedale, vi è anche la scoperta di un evangelario decorata con smalti (ora conservata nei musei Civici di Pavia) prodotta a Limoges nel XIII secolo e forse donata alla chiesa da un pellegrino francese.
 Nel 1460 la chiesa e l’ospedale (e i loro beni) furono investiti dai canonici ai conti Barbiano di Belgioioso e nel 1493 l’investitura divenne perpetua. Nel 1576 durante la visita apostolica fu rilevato che la chiesa era priva di rettore dal 1574, ma che era in buon ordine. Il verbale della visita tuttavia non fa più riferimento all’ospedale, che aveva quindi cessato di esistere o di funzionare.
 Negli stessi decenni, la crescita della vicina comunità di Belgoioso e la costante minaccia del Po, che con le sue frequenti inondazioni andava corrodendo la sponda sotto San Giacomo, produsse un significativo spopolamento del luogo, tanto che nel 1630 la chiesa fu inserita nella parrocchia di Belgioioso.
 Nel 1855 la chiesa fu utilizzata come lazzaretto per i malati colera durante l’epidemia che, quell’anno, colpì molte località dell’Italia settentrionale.

## Descrizione
La chiesa ha una pianta rettangolare, con abside semicircolare, presenta una navata unica e fu quasi interamente riedificata intorno alla metà del XV secolo. La facciata si presenta per buona parte con paramento a mattoni a vista, che creano un contrasto cromatico con la riquadratura biancastra di intonaco che, graffito a losanghe con grande “S” centrale, racchiude il massiccio portale in pietra, mentre quasi del tutto perduta è la meridiana che si trovava in alto a sinistra del portale, della quale, un avanzo d’intonaco riporta la data del 1697. La parte superiore della facciata è caratterizzata da un cornicione, che la segue lungo la sua linea di frontespizio, decorato da un raffinato fregio in cotto con motivi vegetali. Il cornicione poggia su archetti gotici in cotto che tre a tre fra loro si tagliano, insistendo due a due su delicate pensiline o gocce a calice. La facciata è poi arricchita, nel punto più alto e centrale, da un pilastro quadrangolare, mentre ai suoi estremi vi sono due pilastri a sezione circolare. Anche i lati esterni della chiesa, e in particolare quello meridionale, conservano fregi e finestre in cotto in stile gotico, mentre l’abside conserva in parte murature del precedente edificio romanico.
 Internamente la chiesa presenta una grande sala rettangolare, mentre sul lato sud si apre l’abside, caratterizzata dagli archi acuti delle volte. Tutto l’ambiente è coperto da un soffitto in legno a capriate. Internamente si conserva una statua in legno a grandezza naturale di San Giacomo, pesantemente ridipinta, ma risalente alla metà del XV secolo, e importanti affreschi risalenti alla stessa epoca. Gran parte di essi furono dipinti a circa 1,5 metri dal pavimento e furono realizzati come ex voto per grazie ricevute dai fedeli, molti inoltre furono stesi coprendo affreschi più antichi, dato che si trovano le tracce di molti palinsesti pittorici.
Gli affreschi, quasi tutti di gusto tardogotico (alcuni dei quali riportano i nomi degli autori, dei committenti e l’anno in cui furono realizzati) sono databili tra la metà e la fine del XV secolo e fra di essi spicca, presso l’altare, l’immagine della Madonna in trono con il Bambino, opera di scuola del Foppa.

Una delle monofore della chiesa
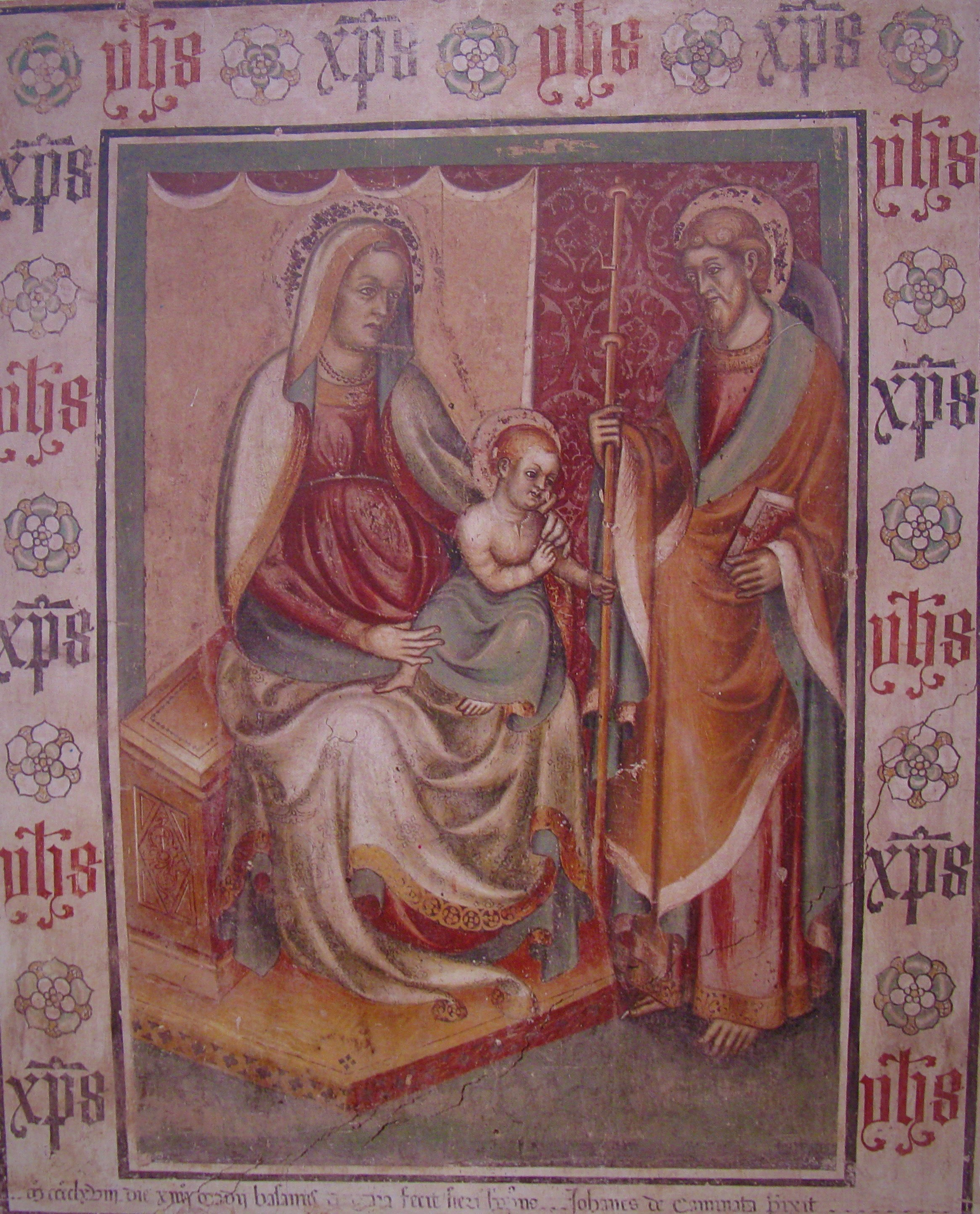
Madonna con il Bambino e San Giacomo, Giovanni da Caminata, 1468
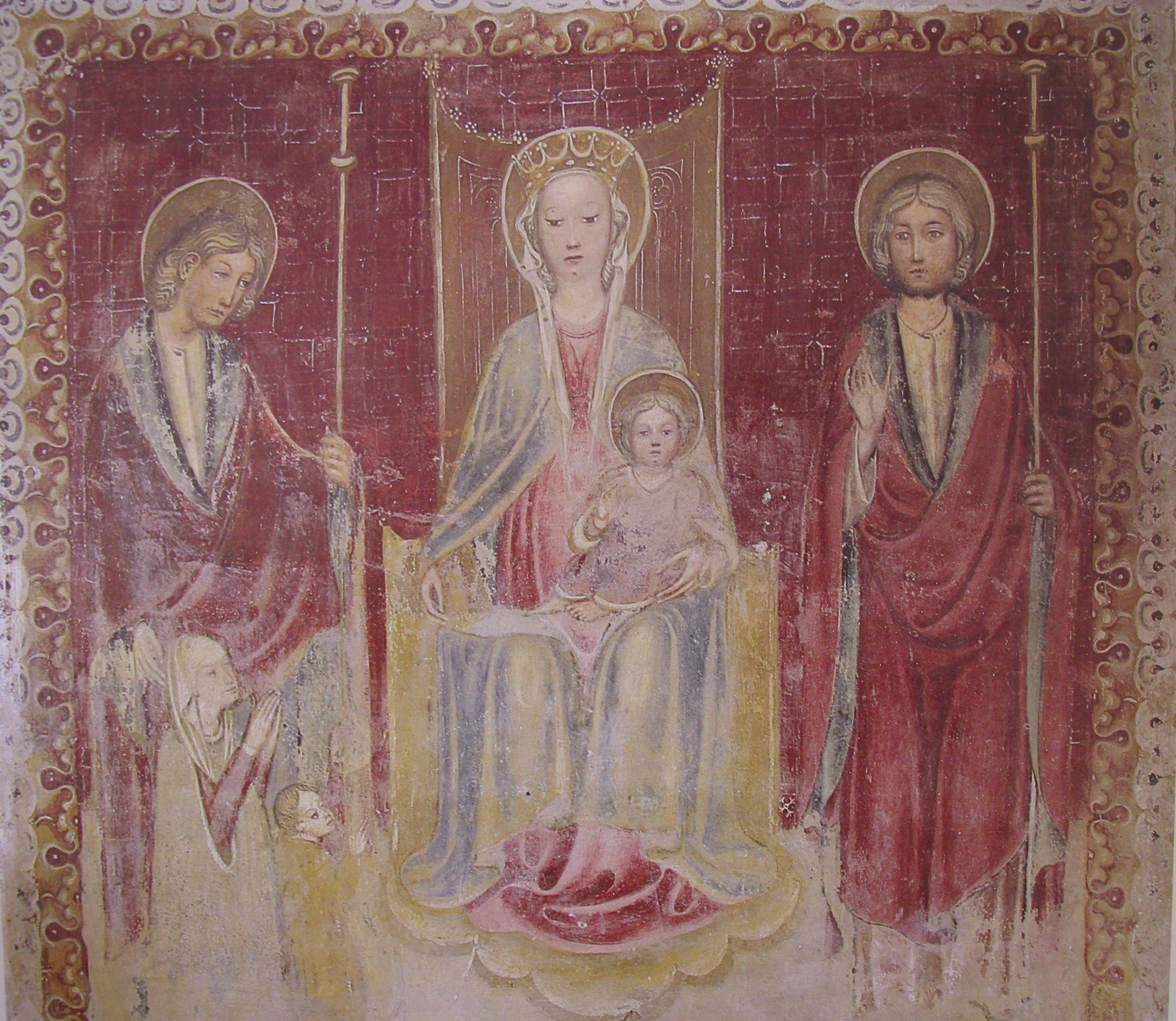
Uno degli affreschi della chiesa
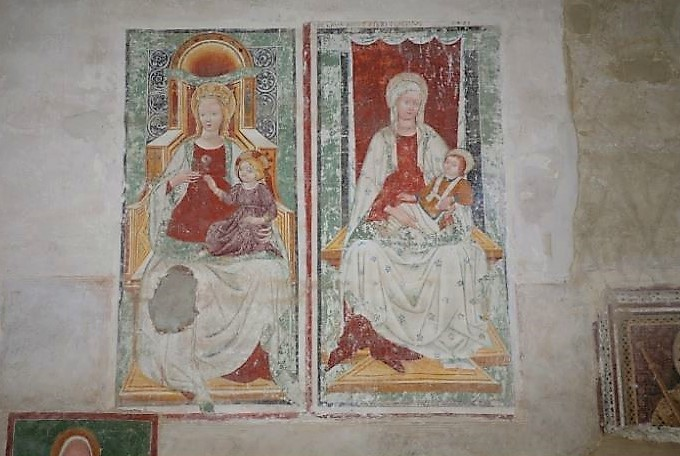
Affreschi all'interno della chiesa